# Alfred Berger (Architekt, 1961)
Alfred Berger (* 1961 in Salzburg) ist ein österreichischer Architekt. Er gründete 1995 gemeinsam mit Tiina Parkkinen das Architekturbüro Berger+Parkkinen Architekten.

## Leben und Wirken
Alfred Berger studierte Architektur an der Technischen Universität Wien und an der Akademie der bildenden Künste in Wien – Meisterschule Professor Timo Penttilä. 1994 bis 1998 arbeitete er als Universitätsassistent an der Akademie der bildenden Künste bei Timo Penttilä und Massimiliano Fuksas. 1987 erhielt Berger den Meisterschulpreis und diplomierte 1989. 2012 war er Universitätslektor an der Technischen Universität Wien. Seinen ersten Wettbewerb gewann Alfred Berger in Partnerschaft mit Werner Krismer und Sepp Müller 1990 für die Albert-Schultz-Eishalle in Wien-Donaustadt. Gemeinsam mit Tiina Parkkinen gründete er 1995 Berger+Parkkinen Architekten. Im Gründungsjahr gewannen sie den Wettbewerb für die Nordischen Botschaften in Berlin. Weitere Wettbewerbserfolge und Anerkennungen folgten, unter anderem war das Büro Finalist des Mies van der Rohe Awards 2001, und erhielt u. a. die Auszeichnung des Landes Oberösterreich – Bauwerk des Jahres 2005 und den Architekturpreis Land Salzburg 2020. 2004 nahm das Büro an der Architekturbiennale Venedig teil, 2006 an der London Architecture Biennale. Er war bislang Mitglied in 40 Architekturjurys und war von 2015 bis 2021 Mitglied des Architekturbeirates der BIG, von 2017 bis 2021 hatte er den Vorsitz inne.

## Realisierungen
- Nordische Botschaften, Berlin, Deutschland, 1995–1999
- Fachhochschule Hagenberg, Hagenberg, Österreich, 2002–2005
- British Council Austria, Wien, Österreich, 2003–2008
- Residenz der königlich norwegischen Botschaft, Wien, Österreich, 2004–2007
- mit Sepp Müller: Erste Bank Arena, Wien, Österreich, 2008–2011
- Holzwohnbau Seestadt Aspern, Wien, Österreich, 2011–2015
- Paracelsus Medizinische Privatuniversität, Salzburg, Österreich, 2012–2013
- Wohnprojekt „Der Rosenhügel“, Wien, Österreich, 2014–2018
- Paracelsus Bad und Kurhaus, Salzburg, Österreich, 2012–2019
- Institutsgebäude für Pharmazie, Salzburg, Österreich, 2016–2019
- Addendum, Wien, Österreich, 2017–2018

## Auszeichnungen (Auswahl)
- 2001: Mies van der Rohe Award (Finalist) (Nordische Botschaften)
- 2003: DuPont Benedictus Award (Nordische Botschaften)
- 2004: AIT Award „Best of Europe: Office – Die Bilanz“ (Nordische Botschaften)
- 2005: „Bauwerk der Jahres“ – Auszeichnung des Landes Oberösterreich (Fachhochschule Hagenberg)
- 2012: „Schorsch“ Wiener Architekturpreis – Gebaut (Albert-Schultz Eishalle „Erste Bank Arena“)
- 2017: klimaaktiv GOLD, Auszeichnung des ÖGNB (Holzwohnbau Seestadt Aspern)
- 2018 „Schorsch“ Wiener Architekturpreis – Gebaut (Wohnprojekt „Der Rosenhügel“)
- 2019: klimaaktiv GOLD (Paracelsus Bad & Kurhaus)
- 2020: Aluminium-Architekturpreis (Paracelsus Bad & Kurhaus)
- 2020: Architekturpreis des Landes Salzburg (Paracelsus Bad & Kurhaus)
- 2021: Nominierung Mies van der Rohe Award (Paracelsus Bad & Kurhaus)